# Einfache Maschine
Eine einfache Maschine ist ein Werkzeug, das zur Umwandlung einer Kraft dient, um diese möglichst zweckmäßig zur Verrichtung von Arbeit einzusetzen.
Beispiele für einfache Maschinen sind das Seil, der Hebel, die Rolle und die schiefe Ebene (Keil), die in verschiedenen Kombinationen in fast jeder Kraftmaschine vorkommen.
Im Maschinenbau, wo Maschine für Vorrichtungen mit Antriebssystem steht, spricht man auch einfach von Gerät für die elementaren und direkt zusammengesetzten einfachen Maschinen.

## Elementare einfache Maschinen
- Das Seil und die Stange verlagern den Punkt, an dem eine Kraft ansetzt.
- Der Hebel verändert Ansatzpunkt und Größe einer Kraft.
- Die Rolle verlagert Angriffspunkt und Richtung der Kraft.
- Die schiefe Ebene und der Keil verändern Größe und Richtung einer Kraft.

## Einfache Maschinen mit kombinierten Wirkungsweisen
Die folgenden Geräte bzw. Geräteteile kombinieren die Wirkungsweise elementarer einfachen Maschinen, wie unten angegeben. Je nach Definition werden auch sie zu den einfachen Maschinen gezählt.
- Flaschenzug: Seil und Rolle
- Wellrad: Rolle (hier als Welle) und Hebel (Hebelwirkung am „Rad“)
- Kurbel: Welle und Hebel
- Schraube: Stange und schiefe Ebene (die Schraube wurde in der Antike zu den fünf grundlegenden Maschinen gezählt); Gewinde, archimedische Schraube
- Schlagwaffe bzw. -werkzeuge wie Beil, Hammer, Keulen: Energiespeicher, Hebelwirkung und Drehmoment

Bei einigen Anwendungen wirkt die Schwerkraft unterstützend mit (Waage). Andere dienen der Ergonomie, beispielsweise die Zange.

## Geschichte
Der Gebrauch einfacher Maschinen lässt sich vereinzelt schon im Tierreich nachweisen. Beispielsweise verwenden einige Schimpansen Stöcke als Hebel, um Bienennester aufzubrechen (siehe Werkzeuggebrauch bei Tieren).
Werkzeuge wie Hebel und Keil zum Heben schwerer Massen und die Rolle zum Bewegen sind wohl schon bei den ersten steinzeitlichen Bautätigkeiten verwendet worden. In Ägypten wurden Umlenkrollen verwendet, um z. B. Obelisken aufzustellen. Auch die Römer verwendeten sie bei ihren Baukränen. Einfache Maschinen bilden auch die Basis der Maschine im heutigen Sinne. Elaborierte Arbeiten zu Kombinationen finden sich in der Antike des Mittelmeerraums ebenso wie in der chinesischen. Der Bau der großen Kathedralen des Mittelalters wäre ohne die Anwendung mechanischer Maschinen, wie Hebelade, Flaschenzug, Seilwinden und Treträdern, die von Windenknechten bedient wurden, nicht möglich gewesen (Kranich).
Einer der Ersten, die sich systematisch mit einfachen Maschinen beschäftigten, war der slowenisch-österreichische Mathematiker Jurij Vega im 18. Jahrhundert.